# Betrayed (1988)
Betrayed is een Amerikaans-Japanse dramafilm uit 1988 onder regie van Costa-Gavras.

## Verhaal
FBI-agente Cathy Weaver moet in Chicago de moord onderzoeken op een progressieve radiopresentator. De ultrarechtse graanverbouwer Gary Simmons wordt verdacht van betrokkenheid bij de moord. Cathy doet zich voor als seizoenarbeidster om met hem in contact te komen. Na verloop van tijd begint ze echter romantische gevoelens te krijgen voor Simmons.

## Rolverdeling
| Acteur             | Personage                     |
| ------------------ | ----------------------------- |
| Debra Winger       | Katie Phillips / Cathy Weaver |
| Tom Berenger       | Gary Simmons                  |
| John Heard         | Michael Carnes                |
| Betsy Blair        | Gladys Simmons                |
| John Mahoney       | Shorty                        |
| Ted Levine         | Wes                           |
| Jeffrey DeMunn     | Flynn                         |
| Albert Hall        | Al Sanders                    |
| David Clennon      | Jack Carpenter                |
| Robert Swan        | Dean                          |
| Richard Libertini  | Sam Kraus                     |
| Maria Valdez       | Rachel Simmons                |
| Brian Bosak        | Joey Simmons                  |
| Alan Wilder        | Duffin                        |
| Clifford A. Pellow | Russell Johnson               |